# Les Deux Alpes (Isère)
Les Deux Alpes é uma comuna francesa na região administrativa de Auvérnia-Ródano-Alpes, no departamento de Isère. Estende-se por uma área de 56.8 km². Em 2010 a comuna tinha 1 952 habitantes (densidade: 34,4 hab./km²).
Foi criada em 1 de janeiro de 2017, a partir da fusão das antigas comunas de Mont-de-Lans (sede da comuna) e Vénosc.